# گوش‌خراش سرخاکستری
گوش‌خراش سرخاکستری یا قدقدی سرخاکستری (نام علمی: Ortalis cinereiceps) نام یک گونه از سرده قدقدی است.

## نگارخانه

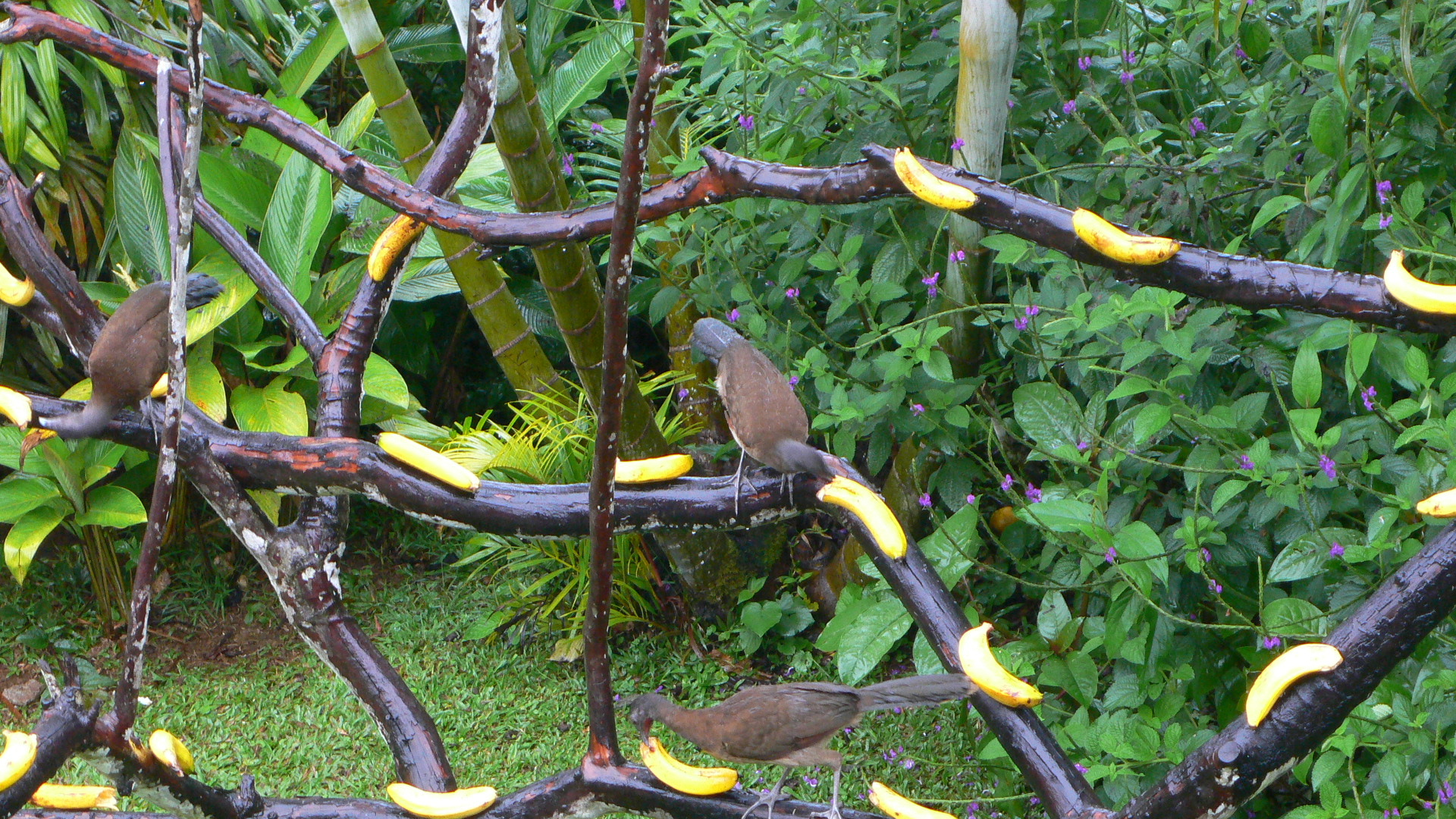
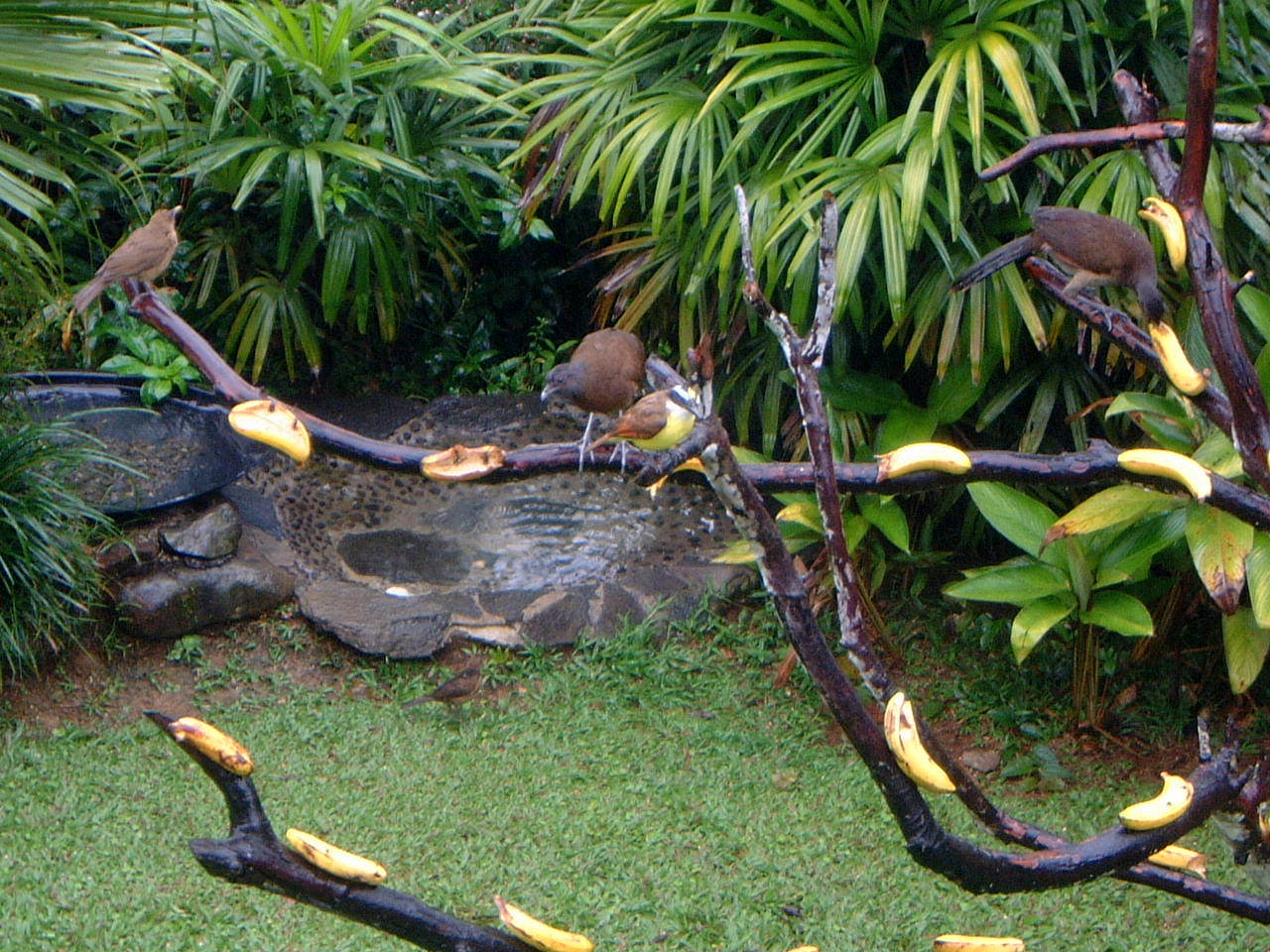